# Kombinált csűrő és magassági kormány

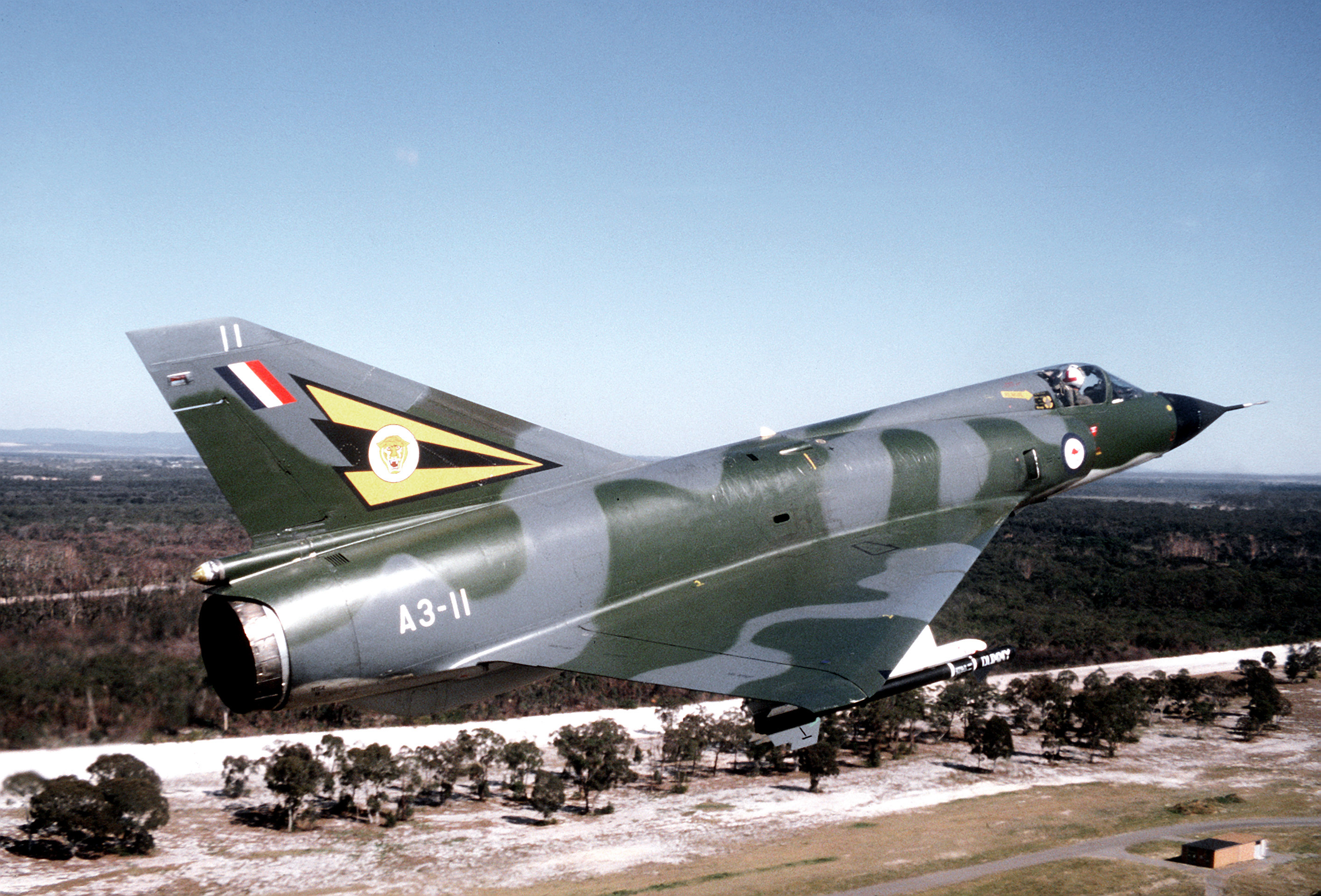
Egy Mirage IIIE repülés közben. A kombinált csűrő és magassági kormányfelület a deltaszárny kilépőéle mentén helyezkedik el

A kombinált csűrő és magassági kormány vagy elevon olyan repülőgépeken alkalmazott kormányfelület, amellyel a repülőgép hossztengelye körüli (orsózó) és a kereszttengelye körüli (bólintó) mozgás szabályozható. A vízszintes vezérsík nélküli, vagy a csupaszárny repülőgépeken alkalmazzák leggyakrabban.
A szárnyak kilépőéle mentén elhelyezkedő, egy vagy több részből álló kormányfelület egyirányba történő fel vagy le mozgatása a repülőgép bólintó mozgását idézi elő, a két félszárnyon különböző irányba kitérítve csűrőkormányként viselkedik, vagyis a repülőgépet a hossztengelye körül fordítja el. A kormányfelületeket különböző mértékben kitérítve a magassági és csűrőkormány funkcióit egyidejűleg látja el.
Kombinált csűrő és magassági kormányzással rendelkezik például a Mirage III, vagy a Concorde.